# 대물변제의 예약
대물변제의 예약(代物辨濟－豫約)이란 대물변제를 미리 약속하는 것을 말한다.
금전대차의 당사자간에서 행하여지는 경우가 많으며 저당권 등과 병용하는 경우도 적지 아니하다. 이러한 경우의 대물변제의 예약은 일종의 채권담보 계약으로서 다음과 같이 두가지의 형이 있다.
(1) 채무자(借主)가 채무(借金)를 기한 내에 변제하지 아니할 경우는 이에 갈음하여 목적물(代物)의 소유권이 당연히 채권자(貸主)에게 이전하는 경우.
(2) 채권자의 일방적 의사에 의하여 비로소 목적물의 소유권이 이전하는 경우.
전자를 '정지조건부 대물변제예약', 후자를 '협의의 대물변제예약'이라 한다. 후자가 유효한 것으로 해석되고 있다. 채무자가 채무를 변제하지 아니한 까닭에 목적물이 채권자의 소유로 되더라도 특별한 사정이 없는 한 채권자는 목적물을 환가처분하여 이것으로 얻은 대금액과 채무액과를 계산(청산)하여 여분이 있으면 그 여분을 채무자에게 반환하지 않으면 아니되며 채무자도 채권자의 환가처분 전에는 채무액을 변제제공해서 목적물을 찾을 수 있다고 한다. 보관됨 2013-01-11 - archive.today

## 판례
- 민법 제607조, 제608조는 소비대차계약 또는 준소비대차계약에 의하여 차주가 반환할 차용물에 관하여 대물반환의 예약이 있는 경우에 모두 적용되는 것이다.

## 참고 문헌
- 박준영 변호사의 법률상담 / 빌린 돈보다 큰 토지 ‘대물변제’…무효 아닌가 농민신문  2011-04-04